# ДиО.фильмы
«ДиО.фильмы» — украинская музыкальная группа (до сентября 2010 музыкальный дуэт «Дантес & Олейник»), создана в декабре 2008 года. Участники Владимир Дантес и Вадим Олейник познакомились и начали сотрудничать на музыкальном проекте «Фабрика звезд-2» в 2008 году, став его победителями. Вскоре группа записала ряд популярных песен, среди которых — «Девочка Оля». До 2014 года продюсером музыкального коллектива являлась Наталия Могилевская, директор продюсерского центра «TALANT Group». 4 марта 2010 состоялся релиз дебютного альбома — «Мне уже 20». В 2014 году группа вернула себе прежнее название «Дантес & Олейник»..

## История
Вадим Олейник и Владимир Дантес (Гудков) познакомились в 2008 году на музыкальном проекте «Фабрика звезд-2» и стали друзьями. Первое масштабное совместное выступление Вадима Олейника и Владимира Дантеса состоялось 14 декабря 2008 года на сольном концерте Натальи Могилевской во дворце искусств «Украина» вместе с другими участниками «Фабрики звёзд—2».
В феврале 2009 года Владимир Дантес и Вадим Олейник выступили на торжественной церемонии награждения «VIVA! Самые красивые», а уже в марте приняли участие в туре «Фабрики звёзд—2» по городам Украины с Натальей Могилевской и группой «REAL О». 25 сентября 2009 года состоялась презентация концертной программы группы и клипа «Мне уже 20».
Дебютный альбом группы «Мне уже 20» увидел свет 4 марта 2010 года. В него вошло 14 композиций. В этом альбоме «ДиО.фильмы» делятся мужскими переживаниями и раскрывают свою философию.
В 2010 году участники группы «ДиО.фильмы» стали номинантами на престижную премию MTV Europe Music Awards 2010 в номинации «Лучший украинский артист».
16 сентября 2010 года во время презентации клипа «Рингтон» состоялось торжественное переименование музыкального коллектива из дуэта «Дантес & Олейник» в группу «ДиО.фильмы» В новом названии группы обыгрывается аббревиатура из главных букв фамилий, вторая составляющая названия («фильмы») трактуется как истории, послания артистов для поклонников их творчества.
В марте 2011 года вышел клип на обновлённую версию песни «Девочка Оля», которая сразу завоевала популярность и попала в 20-ку самых ротируемых радиостанциями Украины хитов.
В июне 2011 года Владимир Дантес и Вадим Олейник присоединились к национальной информационной кампании «Оставайся человеком», организованной Европейским союзом и Министерством Украины по делам семьи, молодёжи и спорта.
В августе 2011 года группа «ДиО.фильмы» приняла участие в каннском фестивале «Русская ночь. Путешествие по России: как в кино», организованном Российским фондом культуры и мэрией Канн под руководством Светланы Медведевой. В Каннах Владимир Дантес и Вадим Олейник исполнили три песни — «Девочка Оля», «Вселенная» и специально для французской публики заранее отрепетированную с оркестром «Le Temps Des Cathedrales».
В сентябре 2011 года ДиО.фильмы дебютировали на фестивале Crimea Music Fest в Ялте с песней «Вселенная», которая в своё время принесла «Рондо» всесоюзную славу. В то же время группа сняла любительское видео на свою скандальную песню «Ты зря ему дала». Готовое видео было представлено на суд продюсера группы Натальи Могилевской и музыкальных редакторов ведущих телеканалов, которые единогласно раскритиковали видео и поставили условие, что клип получит шанс на ротацию на телевидении, только если станет хитом и наберет определённое количество просмотров в интернете.
В первой половине 2012 года группа выпустила сразу две видеоверсии клипа «Открытая рана». Первая лирическая — ДиО.фильмы представили свою трактовку кино-бестселлера Брэда Силберлинга «Город Ангелов», где в главной роли снялась модель Анна Богдан; Вадим Олейник сыграл роль любовника Анны, а Владимир Дантес предстал в роли Ангела Смерти. Вторую версию «Открытой раны» группа решила снять в панк-стиле. Для этого Вадим Олейник и Владимир Дантес разгромили пентхаус в центре города.
Июнь 2012 года — участие в российском проекте «Фабрика Звёзд: Противостояние».
После финального соревнования на «Фабрике Звёзд» Игорь Крутой вдохновился выступлениями «ДиО.фильмов» и лично предложил Дантесу и Олейнику приехать на «Новую волну» в Крыму.
В августе 2012 года «ДиО.фильмы» представили свою новую песню «Медляк» на фестивале Crimea Music Fest.
17 апреля 2015 года было объявлено о внезапном распаде дуэта.

## Дискография

### Студийные альбомы
- 2010: Мне уже 20

### Синглы
- Девочка Оля
- Мне уже 20
- Рингтон
- Ты в прошлом
- Ты зря ему дала
- Открытая рана
- Открытая рана (Punk Forever Version)
- Медляк
- Девушка друга
- Наоборот
- Можна випити
- Моя Майя
- Стая

## Видеоклипы
- 2008: Девочка Оля (концертная версия)
- 2009: Зачем тебе это знать
- 2009: Мне уже 20
- 2010: Ты в прошлом
- 2010: Рингтон
- 2011: Девочка Оля (перемикшированная версия)
- 2011: Ты зря ему дала
- 2012: Открытая рана
- 2012: Дантес Урганту
- 2012: Открытая рана (Punk Forever Version)
- 2013: Наоборот
- 2014: Можна випити

## Премии
- 2011 — «Хрустальный микрофон» в номинации «Boys band года» от Europa Plus[22].
- 2011 — «Золотой граммофон» за песню «Девочка Оля» от Русского радио[23].
- 2011 — «Лучшая песня» за композицию «Девочка Оля» в рейтинге «Двадцать лучших песен года», организованном Первым каналом и музыкальным порталом «Красная звезда»[24]
- 2011 — Серебряные победители премии «Звуковой дорожки» в номинации «Поп-проект» и «Дуэт года» от «Московского комсомольца»[25].

## Интересные факты о группе
- Владимира Дантеса многие сравнивают с французским актёром Луи Гаррелем[26].
- Дантес — это псевдоним. Настоящая фамилия Владимира — Гудков.
- Вадим Олейник с детства занимался футболом и получил 1-й разряд. Является действующим игроком ФК «Маэстро» на позиции правого полузащитника под номером 22[27].
- Во время своего визита в Киев, диджей и основатель лейбла Yellow Productions Боб Синклер оценил творчество «ДиО.фильмов» и так охарактеризовал группу: «Это очень близко к феномену группы Placebo, которая популярна среди молодежи более десяти лет. Это хорошая музыка — она не агрессивная, вызывает приятные эмоции»[28].
- «Вечная жизнь была бы мне каторгой без неё» — эта цитата из фильма Брэда Силберлинга «Город Ангелов» стала предисловием к истории любви в клипе «Открытая рана».
- Вадим Олейник активно занимается спортом и увлекается здоровым питанием[29].
- По словам артистов, после одного из выступлений группе «ДиО.фильмы» пришлось покидать концертную площадку в окружении милиции, так как поклонницы чуть не перевернули автомобиль артистов[30].
- После распада группы Владимир Дантес работает телеведущим программы «Еда, я люблю тебя!» на телеканале Пятница!, а также радиоведущим на украинской радиостанции Люкс FM. Вадим Олейник на данный момент является сольным исполнителем, который уже выпустил свой первый сингл «Забавная», а также VJ(ви-диджей) музыкального канала Music Box UA.